# برنیس مونوز
برنیس مونوز (انگلیسی: Berenice Muñoz؛ زادهٔ ۱۱ مارس ۲۰۰۰) بازیکن فوتبال اهل مکزیک است.
وی همچنین در تیم ملی فوتبال Mexico U20 بازی کرده‌است.